# Manusfächerschwanz
Der Manusfächerschwanz (Rhipidura semirubra) ist eine Vogelart aus der Familie der Fächerschwänze (Rhipiduridae). Er kommt auf den Admiralitätsinseln vor.

## Merkmale
Der Manusfächerschwanz erreicht eine Körperlänge von 14,5 cm und ein Gewicht von 8 g. Die Oberseite ist hell zimtrot. Der Bereich von den Zügeln bis zu den Ohrdecken ist dunkel rußgrau. Die Wangen sind weiß. Die Schwungfedern der großen und mittleren Flügeldecken sind dunkelbraun. Die kleinen Flügeldecken sind hell zimtrot. Die Kehle ist kontrastierend weiß. Die Oberbrust ist schwarz. Die untere Oberbrust hat eine zunehmende weißliche Schuppung. Die Unterbrust und der Bauch sind weißlich. Die Flanken und die Unterschwanzdecken sind zimt-gelbbraun. Der Schwanz ist dunkelbraun mit einer rötlichen Basis und aschfarbenen Spitzen an den Steuerfedern. Die Iris, der Schnabel und die Beine sind dunkelbraun. Die Geschlechter sehen gleich aus. Die juvenilen Vögel sind bisher unbeschrieben.

## Lautäußerungen
Die Lautäußerungen unterscheiden sich deutlich von denen des nahe verwandten Fuchsfächerschwanzes (Rhipidura rufifrons). Der Gesang besteht aus dünnen, kratzenden Noten.

## Lebensraum
Der Manusfächerschwanz bewohnt Tieflandwälder, einschließlich degradierten Sekundärwald und überwucherte Kokosnussplantagen. Im Allgemeinen ist er vom Unterholz bis zum mittleren Baumniveau zu beobachten.  An manchen Stellen sitzt er weniger als 6 m über dem Boden, an anderen Stellen hält er sich im Blätterdach auf.

## Lebensweise
Die Lebensweise des Manusfächersschwanzes ist nur wenig erforscht. Seine Nahrung besteht aus Insekten. Über sein Fortpflanzungsverhalten ist nichts bekannt.

## Status
Die IUCN listet den Manusfächerschwanz in der Kategorie „gefährdet“ (vulnerable). Auf Manus selbst wurde der Manusfächerschwanz bis 1934 nachgewiesen. Aktuelle Nachweise gibt es nur von Rambutyo, San Miguel, Pak, Anobat, Sivisa und Tong, wo die Art häufig vorkommt. Als Faktoren, die für den Rückgang der Art verantwortlich sein könnten, gelten Lebensraumverlust, eingeführte Arten oder Seuchen.